# Los Angeles Memorial Coliseum

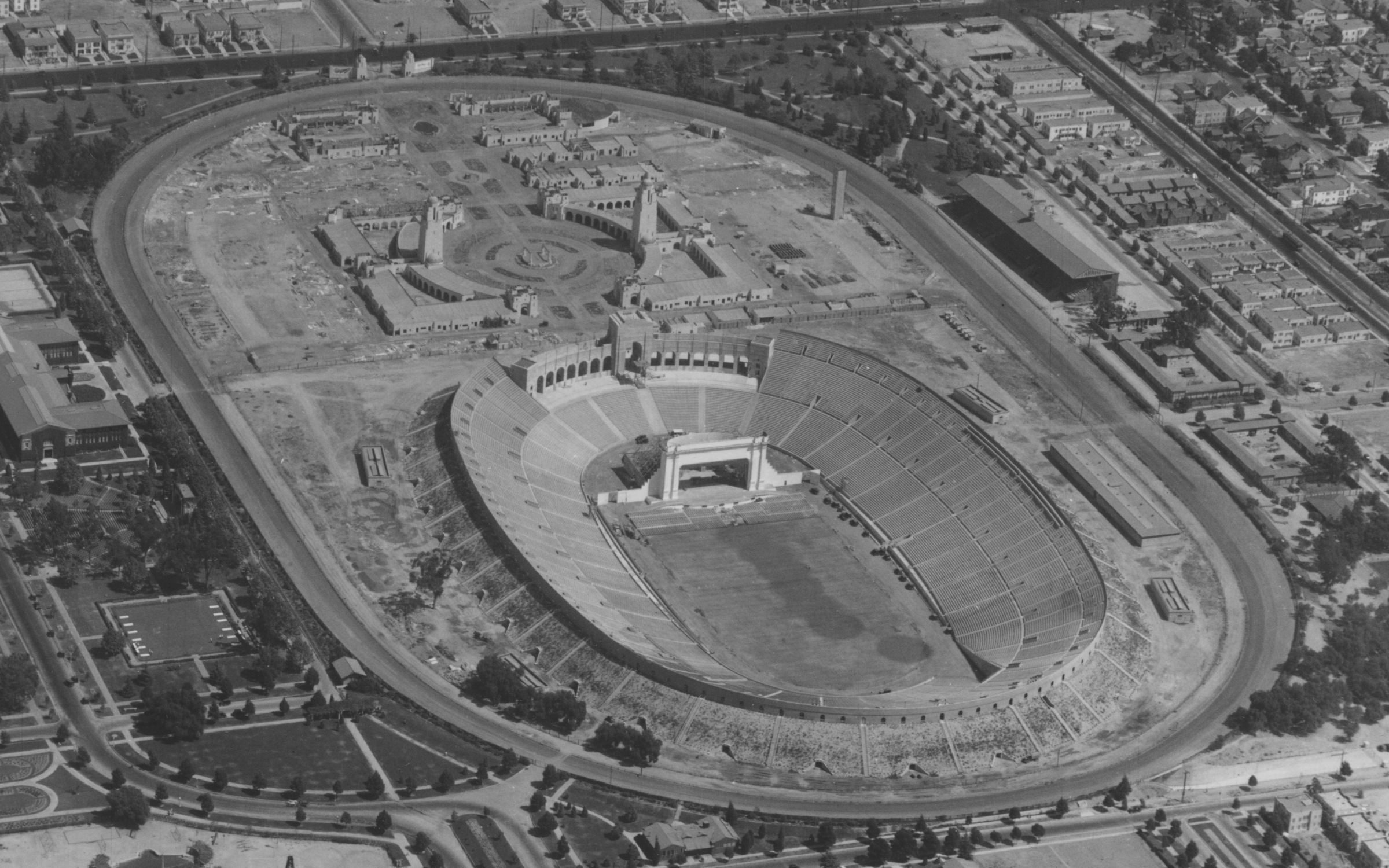
Los Angles Memorial Coliseum 1923

Los Angeles Memorial Coliseum je sportovní stadion v Los Angeles, sloužící zejména pro americký fotbal. Otevřen byl v roce 1923 a pojme 93 607 diváků. Své zápasy zde hraje fotbalový tým Univerzity Jižní Kalifornie a dočasně zde sídlí i klub Los Angeles Rams. Stadion byl využit také při Letních olympijských hrách 1932 a 1984 a poslouží i při LOH 2028. Konají se zde i další kulturní akce, například koncerty.